# Gilcrest
Gilcrest è un centro abitato (town) degli Stati Uniti d'America, situato nella contea di Weld dello Stato del Colorado. Nel censimento del 2019 la popolazione era di 938 abitanti, mentre nel 2010 erano 1 034.

## Origini del nome
Un ufficio postale chiamato Gilcrest venne aperto nel 1907. La comunità, che in origine si chiamava Nantz o Nantes, prende il nome dal banchiere e uomo d'affari W.K. Gilcrest.

## Geografia fisica
Secondo i rilevamenti dell'United States Census Bureau, Gilcrest si estende su una superficie di 1,9 km².